# Frankenau-Unterpullendorf
Frankenau-Unterpullendorf (kroatiska:Frakanava-Dolnja Pulja) är en kommun i Österrike. Den ligger i distriktet Oberpullendorf i förbundslandet Burgenland, i den östra delen av landet. Antalet invånare var 1108 (år 2024). Arean är 30 kvadratkilometer.
Kommunen ligger vid floden Rabnitz och gränsar i söder till Ungern.
Kommunen består av fyra orter (Ortschaften) (inom parentes invånarantal 1 januari 2024):
- Frankenau (417)
- Großmutschen (147)
- Kleinmutschen (93)
- Unterpullendorf (451)